# İstanbul Cup
İstanbul Cup este un turneu de tenis profesionist feminin pe circuitul WTA Tour, aparținând categoriei WTA 250, care are loc la Istanbul, Turcia. Desfășurat anual din mai 2005, s-a jucat pe terenuri cu zgură în aer liber până în 2009, după care organizatorii au decis să treacă la terenuri cu suprafață dură în aer liber. Nu s-a desfășurat între 2011–2013, deoarece Turneul Campioanelor s-a mutat la Istanbul în acei ani. În 2016, suprafața turneului a fost schimbată din nou pe zgură.

## Rezultate

### Simplu
| An        | Campioană                                     | Finalistă                                     | Scor                                          |
| --------- | --------------------------------------------- | --------------------------------------------- | --------------------------------------------- |
| 2005      | Venus Williams                                | Nicole Vaidišová                              | 6–3, 6–2                                      |
| 2006      | Shahar Pe'er                                  | Anastasia Myskina                             | 1–6, 6–3, 7–6(7–3)                            |
| 2007      | Elena Dementieva                              | Aravane Rezaï                                 | 7–6(7–5), 3–0 ret.                            |
| 2008      | Agnieszka Radwańska                           | Elena Dementieva                              | 6–3, 6–2                                      |
| 2009      | Vera Dushevina                                | Lucie Hradecká                                | 6–0, 6–1                                      |
| 2010      | Anastasia Pavliucenkova                       | Elena Vesnina                                 | 5–7, 7–5, 6–4                                 |
| 2011–2013 | Nu s-a ținut din cauza Turneului Campioanelor | Nu s-a ținut din cauza Turneului Campioanelor | Nu s-a ținut din cauza Turneului Campioanelor |
| 2014      | Caroline Wozniacki                            | Roberta Vinci                                 | 6–1, 6–1                                      |
| 2015      | Lesia Tsurenko                                | Urszula Radwańska                             | 7–5, 6–1                                      |
| 2016      | Çağla Büyükakçay                              | Danka Kovinić                                 | 3–6, 6–2, 6–3                                 |
| 2017      | Elina Svitolina                               | Elise Mertens                                 | 6–2, 6–4                                      |
| 2018      | Pauline Parmentier                            | Polona Hercog                                 | 6–4, 3–6, 6–3                                 |
| 2019      | Petra Martić                                  | Markéta Vondroušová                           | 1–6, 6–4, 6–1                                 |
| 2020      | Patricia Maria Țig                            | Eugenie Bouchard                              | 2–6, 6–1, 7–6(7–4)                            |
| 2021      | Sorana Cîrstea                                | Elise Mertens                                 | 6–1, 7–6(7–3)                                 |
| 2022      | Anastasia Potapova                            | Veronika Kudermetova                          | 6–3, 6–1                                      |

### Dublu
| An        | Campioane                                     | Finaliste                                     | Scor                                          |
| --------- | --------------------------------------------- | --------------------------------------------- | --------------------------------------------- |
| 2005      | Marta Marrero Antonella Serra Zanetti         | Daniela Klemenschits Sandra Klemenschits      | 6–4, 6–0                                      |
| 2006      | Alona Bondarenko Anastasiya Yakimova          | Sania Mirza Alicia Molik                      | 6–2, 6–4                                      |
| 2007      | Agnieszka Radwańska Urszula Radwańska         | Chan Yung-jan Sania Mirza                     | 6–1, 6–3                                      |
| 2008      | Jill Craybas Olga Govortsova                  | Marina Erakovic Polona Hercog                 | 6–1, 6–2                                      |
| 2009      | Lucie Hradecká Renata Voráčová                | Julia Görges Patty Schnyder                   | 2–6, 6–3, [12–10]                             |
| 2010      | Eleni Daniilidou Jasmin Wöhr                  | Maria Kondratieva Vladimíra Uhlířová          | 6–4, 1–6, [11–9]                              |
| 2011–2013 | Nu s-a ținut din cauza Turneului Campioanelor | Nu s-a ținut din cauza Turneului Campioanelor | Nu s-a ținut din cauza Turneului Campioanelor |
| 2014      | Misaki Doi Elina Svitolina                    | Oksana Kalashnikova Paula Kania               | 6–4, 6–0                                      |
| 2015      | Daria Gavrilova Elina Svitolina (2)           | Çağla Büyükakçay Jelena Janković              | 5–7, 6–1, [10–4]                              |
| 2016      | Andreea Mitu İpek Soylu                       | Xenia Knoll Danka Kovinić                     | w/o                                           |
| 2017      | Dalila Jakupović Nadiia Kichenok              | Nicole Melichar Elise Mertens                 | 7–6(8–6), 6–2                                 |
| 2018      | Liang Chen Zhang Shuai                        | Xenia Knoll Anna Smith                        | 6–4, 6–4                                      |
| 2019      | Tímea Babos Kristina Mladenovic               | Alexa Guarachi Sabrina Santamaria             | 6–1, 6–0                                      |
| 2020      | Alexa Guarachi Desirae Krawczyk               | Ellen Perez Storm Sanders                     | 6–1, 6–3                                      |
| 2021      | Veronika Kudermetova Elise Mertens            | Nao Hibino Makoto Ninomiya                    | 6–1, 6–1                                      |
| 2022      | Marie Bouzková Sara Sorribes Tormo            | Natela Dzalamidze · Kamilla Rakhimova         | 6–3, 6–4                                      |